# عبد الله بن كامل الشاكري
عبد الله بن كامل الشاكري وهو قائد جيش المختار الثقفي في الكوفة كان إلى جانب المختار دائماً وشارك في قتل مجموعة من قتلة الامام الحسين بن علي حيث شارك في معركة عين الوردة إلى جانب التوابين وزعيمهم سليمان بن صرد ثم اشترك في قتل اخرين من قتلة الامام الحسين بن علي إلى جانب المختار الثقفي فمنهم زيد بن رقاد الجنبي وخولي بن يزيد الأصبحي وغيرهم قُتل من قبل جيش مصعب بن الزبير في معركة المذار بالقرب من الكوفة.